# Lijst van Caponiidae
De lijst van Caponiidae bevat alle wetenschappelijk beschreven soorten spinnen uit de familie van Caponiidae.

## Calponia
Calponia Platnick, 1993
- Calponia harrisonfordi Platnick, 1993

## Caponia
Caponia Simon, 1887
- Caponia abyssinica Strand, 1908
- Caponia braunsi Purcell, 1904
- Caponia capensis Purcell, 1904
- Caponia chelifera Lessert, 1936
- Caponia forficifera Purcell, 1904
- Caponia hastifera Purcell, 1904
- Caponia karrooica Purcell, 1904
- Caponia natalensis (O. P.-Cambridge, 1874)
- Caponia secunda Pocock, 1900
- Caponia simoni Purcell, 1904
- Caponia spiralifera Purcell, 1904

## Caponina
Caponina Simon, 1891
- Caponina alegre Platnick, 1994
- Caponina cajabamba Platnick, 1994
- Caponina chilensis Platnick, 1994
- Caponina chinacota Platnick, 1994
- Caponina longipes Simon, 1893
- Caponina notabilis (Mello-Leitão, 1939)
- Caponina paramo Platnick, 1994
- Caponina pelegrina Bryant, 1940
- Caponina sargi F. O. P.-Cambridge, 1899
- Caponina testacea Simon, 1891
- Caponina tijuca Platnick, 1994

## Cubanops
Cubanops Sánchez-Ruiz, Platnick & Dupérré, 2010
- Cubanops alayoni Sánchez-Ruiz, Platnick & Dupérré, 2010
- Cubanops andersoni Sánchez-Ruiz, Platnick & Dupérré, 2010
- Cubanops armasi Sánchez-Ruiz, Platnick & Dupérré, 2010
- Cubanops bimini Sánchez-Ruiz, Platnick & Dupérré, 2010
- Cubanops darlingtoni (Bryant, 1948)
- Cubanops granpiedra Sánchez-Ruiz, Platnick & Dupérré, 2010
- Cubanops juragua Sánchez-Ruiz, Platnick & Dupérré, 2010
- Cubanops ludovicorum (Alayón, 1976)
- Cubanops terueli Sánchez-Ruiz, Platnick & Dupérré, 2010
- Cubanops tortuguilla Sánchez-Ruiz, Platnick & Dupérré, 2010
- Cubanops vega Sánchez-Ruiz, Platnick & Dupérré, 2010

## Diploglena
Diploglena Purcell, 1904
- Diploglena capensis Purcell, 1904
  - Diploglena capensis major Lawrence, 1928

## Iraponia
Iraponia Kranz-Baltensperger, Platnick & Dupérré, 2009
- Iraponia scutata Kranz-Baltensperger, Platnick & Dupérré, 2009

## Laoponia
Laoponia Platnick & Jäger, 2008
- Laoponia pseudosaetosa Liu, Li & Pham, 2010
- Laoponia saetosa Platnick & Jäger, 2008

## Nops
Nops MacLeay, 1839
- Nops anisitsi Strand, 1909
- Nops ariguanabo Alayón, 1986
- Nops bellulus Chamberlin, 1916
- Nops blandus (Bryant, 1942)
- Nops branicki (Taczanowski, 1874)
- Nops coccineus Simon, 1891
- Nops craneae Chickering, 1967
- Nops enae Sánchez-Ruiz, 2004
- Nops ernestoi Sánchez-Ruiz, 2005
- Nops farhati Prosen, 1949
- Nops flutillus Chickering, 1967
- Nops gertschi Chickering, 1967
- Nops glaucus Hasselt, 1887
- Nops guanabacoae MacLeay, 1839
- Nops largus Chickering, 1967
- Nops maculatus Simon, 1893
- Nops mathani Simon, 1893
- Nops meridionalis Keyserling, 1891
- Nops nitidus Simon, 1907
- Nops proseni Birabén, 1954
- Nops siboney Sánchez-Ruiz, 2004
- Nops simla Chickering, 1967
- Nops sublaevis Simon, 1893
- Nops toballus Chickering, 1967
- Nops ursumus Chickering, 1967
- Nops variabilis Keyserling, 1877
- Nops virginicus Sánchez-Ruiz, 2010

## Nopsides
Nopsides Chamberlin, 1924
- Nopsides ceralbonus Chamberlin, 1924

## Notnops
Notnops Platnick, 1994
- Notnops calderoni Platnick, 1994

## Nyetnops
Nyetnops Platnick & Lise, 2007
- Nyetnops guarani Platnick & Lise, 2007

## Orthonops
Orthonops Chamberlin, 1924
- Orthonops gertschi Chamberlin, 1928
- Orthonops giulianii Platnick, 1995
- Orthonops icenoglei Platnick, 1995
- Orthonops iviei Platnick, 1995
- Orthonops johnsoni Platnick, 1995
- Orthonops lapanus Gertsch & Mulaik, 1940
- Orthonops ovalis (Banks, 1898)
- Orthonops overtus Chamberlin, 1924
- Orthonops zebra Platnick, 1995

## Taintnops
Taintnops Platnick, 1994
- Taintnops goloboffi Platnick, 1994

## Tarsonops
Tarsonops Chamberlin, 1924
- Tarsonops clavis Chamberlin, 1924
- Tarsonops sectipes Chamberlin, 1924
- Tarsonops sternalis (Banks, 1898)
- Tarsonops systematicus Chamberlin, 1924

## Tisentnops
Tisentnops Platnick, 1994
- Tisentnops leopoldi (Zapfe, 1962)